# Onga (Borsod-Abaúj-Zemplén)
Onga est une ville hongroise située dans le comitat de Borsod-Abaúj-Zemplén en Hongrie septentrionale.